# Sollensanspruch
Der moralphilosophische Ausdruck Sollensanspruch charakterisiert diejenige Eigenschaft moralischer Normen, welche sie von Beschreibungen unterscheidet und ihre moralische Verpflichtung, ein Sollen, an eine bzw. jede betroffene Person konstituiert. Fast immer wurde mit dem Ausdruck „Sollensanspruch“ dabei im Sinne Kants die These verbunden, dass dieser als kategorisch, unbedingt, unableitbar und universal verstanden werden müsse. Der Ausdruck wurde besonders im Gefolge Kants und in der deontologisch orientierten theologischen Ethik ab den 1970er Jahren häufiger verwendet.
Die mit dem Begriff „Sollensanspruch“ verbundenen Sachfragen betreffen einerseits die formale Eigenschaft moralischer Normen im Unterschied beispielsweise zu Beschreibungen, aber auch zu Normen der Etikette und Höflichkeit, andererseits auch das Problem, woher ein moralischer Anspruch überhaupt rührt bzw. worin moralisches Sollen gründet.

## Moralische Normen als kategorische Imperative
Moralische Normen kann man als relativ auf bestimmte Zwecke, Wünsche, Interessen, Präferenzen o. ä. verstehen. Man analysiert dann meist moralische Normen als hypothetische Imperative: wenn jemand x will, dann soll er y tun. Wer x nicht will, untersteht daher keinem moralischen Sollen bezüglich y. Meist wurde von Vertretern solcher Analysen nicht beansprucht, dass es auch universelle Werte, Ziele, Präferenzen o. ä. gäbe, die jeder, der überhaupt nur etwas wollen, rational überlegt handeln oder "seine Vernunft gebrauchen" kann, auch als solcher schon wolle. Anders bei Kant und vielen deontologischen Ethikern.
Kant hat eine Analyse moralischer Normen als hypothetischer Imperative zurückgewiesen. Moralische Forderungen gelten nach Kant unabhängig von jeder subjektiv gewählten Zielsetzung einer Person. Moralische Normen haben also den Status, universell und unabhängig von allen bestimmten Umständen zu verpflichten. Kant nennt sie daher kategorisch. Moralische Normen sind nicht durch Verstandesurteile ableitbar.
Im Gefolge Kants hat man seine Ethik oft dahingehend charakterisiert, dass sie einen „unbedingten Sollensanspruch“ zu begründen versuche. Martin Heidegger beispielsweise hatte in seiner Einführung in die Metaphysik ebenfalls den Ausdruck „Sollensanspruch“ auf Kant bezogen; der Titel des Gliederungsabschnitts, „Beschränkung des Seins“ (hinsichtlich der Begriffe des Werdens, Scheins, Denkens und eben Sollens) nimmt dabei die Stoßrichtung vorweg: „Im Verlauf des 19. Jahrhunderts gewinnt das Seiende im Sinne Kants, das Erfahrbare für die Wissenschaften, zu denen sich die Geschichts- und Wirtschaftswissenschaften gesellen, den maßgebenden Vorrang. Durch die Vorherrschaft des Seienden wird das Sollen in seiner Maßstabrolle gefährdet. Das Sollen muß sich in seinem Anspruch behaupten. Es muß versuchen, sich in sich selbst zu gründen. Was in sich einen Sollensanspruch bekunden will, muß von sich aus dazu berechtigt sein. Dergleichen wie Sollen kann nur von solchem ausstrahlen, was von sich her solchen Anspruch erhebt, was in sich einen Wert hat, selbst ein Wert ist. Die Werte an sich werden jetzt zum Grund des Sollens. Da aber die Werte dem Sein des Seienden im Sinne der Tatsachen gegenüberstehen, können sie ihrerseits nicht selbst sein. Man sagt daher: sie gelten. Die Werte sind für alle Bereiche des Seienden, d. h. des Vorhandenen, das Maßgebende. Geschichte ist nichts anderes als Verwirklichung von Werten.“
In der Beschreibung des Profils der kantschen Ethik hat sich seit den 1980er Jahren und besonderes unter theologischen Ethikern die Redeweise von einem „unbedingten Sollensanspruch“ eingebürgert. Auch Herbert Schnädelbach formuliert in diesem Sinne: „Kant behauptet, daß unsere eigene Vernunft selbst praktisch ist in dem Sinne, daß sie selbst an uns einen unbezweifelbaren, unbedingten Sollensanspruch erhebt und daß dieser Sollensanspruch in Gestalt des Kategorischen Imperativs «Handle so, daß die Maxime deines Willens jederzeit zugleich als Prinzip einer allgemeinen Gesetzgebung gelten könne!» ein «Faktum der reinen praktischen Vernunft» [...] ist“. Auch beispielsweise Micha H. Werner formuliert, dass Kants Moralprinzip einen „mit unbedingtem Sollensanspruch auftretende Imperative“ darstelle.

## Theologische Ethik
Franz Böckle, der ähnlich wie Alfons Auer ein Modell einer autonomen Moralbegründung innerhalb der theologischen Ethik begründet hat, formuliert in seinem Hauptwerk: „Im Verständnis des Schöpfungsglaubens ist der unbedingte Sollensanspruch nichts anderes als die Abhängigkeit eines personal freien Selbst, das in dieser seiner Freiheit total beansprucht ist, über sich in Freiheit zu verfügen.“ Dabei kann besonders akzentuiert werden, dass ein unbedingter Sollensanspruch nicht nur hinsichtlich der Ethik, sondern überhaupt der Verwirklichung menschlicher Existenz für endliche Subjekte nicht einlösbar ist, was theologisch qualifiziert werden kann. So beispielsweise Herbert Vorgrimler: „geistiges Person-Sein in Erkenntnis und Freiheit ist durch den unendlichen Horizont ihrer Aktivität auf eine Vollendung (Endgültigkeit) hin angelegt, die es doch nie aus eigener Kraft zu erreichen vermag, weil es im Tod diese Existenz- u. Tätigkeitsform aufgeben muß; auch in seinem ethischen Sollen gelangt es nicht zur angezielten Vollendung (Glück), weil es dem Sollensanspruch nie ganz gerecht wird“. Hier haben einige Theologen Parallelen zu Emmanuel Levinas gesehen.
Ob der Sollenanspruch im Inhalt einer Norm liegt oder ihm als formales Moment hinzukommt wird unterschiedlich gesehen, ersteres vertritt beispielsweise Th. Steinbüchel, letzteres A. Stöckl.
In der modernen Moralphilosophie wurden die unterschiedlichsten Modelle vorgeschlagen, um einen an das jeweilige Subjekt oder andere Subjekte adressierten Sollensanspruch zu begründen, darunter beispielsweise von Alan Gewirth, dessen Argumentation einige Parallelen zu derjenigen Immanuel Kants aufweist und in der Moraltheologie beispielsweise von Dietmar Mieth und Klaus Steigleder aufgegriffen wurde.
Der Tübinger Moraltheologe Dietmar Mieth, ein Schüler Auers, hält die kantsche Unbedingtheit konkreter materialbestimmter ethischer Normen an einigen Punkten für zu stark, beispielsweise, wenn sie gegen das Prinzip „Sollen setzt Können voraus“ verstoße. Er erinnert auch daran, dass kategorische Normen oftmals unanwendbar auf Einzelfälle sind. Die tatsächlichen moralischen Fragen stellen vielmehr oft Wertvorzugsurteile im Falle eines konkreten Wertkonflikts dar, wo allenfalls Modelle, aber keine inhaltlich bestimmten kategorischen Forderungen weiterhelfen. Neben einer sogenannten „Modellethik“ vertritt er eine „narrative Ethik“ im Gefolge u. a. von Paul Ricœur, welche die Schwierigkeit betont, eine Identität des Subjekts überhaupt zu konstituieren oder allgemeinen Maßstäben prüfender Rationalität zu unterwerfen; gegen eine einseitige Sicht auf moralische Unbedingtheit betont er zudem strebensethische Dimensionen: „Der Begriff der moralischen Identität enthält daher das dialektische Wechselspiel von strebensethischer Orientierung und moralischem Sollensanspruch, das auf der Ebene der ethischen Theorie als Dialektik von Moralität und Sittlichkeit reflektiert wird.“